# Managua (departement)
Managua är ett av 15 departement i Nicaragua. Managua ligger vid Managuasjön, centralt i landet. Managuas huvudstad heter också Managua och är huvudstad i hela landet. Departementet täcker en yta av 3 672 km² och hade vid en mätning under år 2005, cirka 1 380 300 invånare. Befolkningstätheten ligger på 384 inv./km². Det gör Managua till Nicaraguas mest och tätast befolkade departement. 
Det finns flera stora vulkaner i Nicaragua. Det finns flera vulkaniska öar i Managuasjön. En av dem heter Momotombo och fick ett kraftigt utbrott 1905. Några andra heter Apoyeque, Cerro el Ciguatepe och Nejapa-Miraflores.
Managuasjön är kraftigt förorenad, bland annat dumpade Kodak kvicksilver i sjön på 1950-talet. Det har även runnit ut en hel del avloppsvatten i sjön. Trots detta lever många i de små byarna längs med vattnet på fisk ifrån det förorenade vattnet.
Vattenkvalitén har dock blivit bättre på senare tid och sjön sanerades på stort 2007. Numera finns en sightseeingbåt, La Novia de Xolotlán åker regelbundna turer mellan olika orter längs kusten. 

## Kommuner
Departementet har nio kommuner (municipios):
1. Ciudad Sandino
2. El Crucero
3. Managua
4. Mateare
5. San Francisco Libre
6. San Rafael del Sur
7. Ticuantepe
8. Tipitapa
9. Villa Carlos Fonseca